# Selene peruviana
la lamparosa peruana (Selene peruviana) es una especie de peces de la familia Carangidae en el orden de los Perciformes.

## Morfología
• Los machos pueden llegar alcanzar los 40 cm de longitud total.

## Distribución geográfica
Se encuentra desde el sur de California (Estados Unidos) hasta el Perú. Es raro en el norte de la Baja California (México ).